# Jeremy Suarez
Jeremy Suarez (Burbank, California, 6 de julio de 1990) es un actor estadounidense de ascendencia puertorriqueña, reconocido por sus papeles como Jordan Tompkins en The Bernie Mac Show (2001-2006), Raymond Wilkes en Chicago Hope (1996-1998), Tyson Tidwell en Jerry Maguire (1996), Russel en Fat Albert (2004) y Koda en Brother Bear (2003) y su secuela, Brother Bear 2 (2006).

## Filmografía

### Cine
| Año  | Título                                    | Papel         | Notas           |
| ---- | ----------------------------------------- | ------------- | --------------- |
| 1996 | Jerry Maguire                             | Tyson Tidwell |                 |
| 1998 | Susan's Plan                              | Kevin         |                 |
| 2001 | The Land Before Time VIII: The Big Freeze | Tippy (voz)   | Directo a video |
| 2002 | Treasure Planet                           | Alien (voz)   |                 |
| 2003 | Brother Bear                              | Koda (voz)    |                 |
| 2004 | The Ladykillers                           | Li'l Gawain   |                 |
| 2004 | Fat Albert                                | Russell (voz) |                 |
| 2006 | Room to Grow                              | Teasel        |                 |
| 2006 | Brother Bear 2                            | Koda (voz)    | Directo a video |
| 2008 | Extreme Movie                             | RJ            |                 |
| 2012 | Zambezia                                  | Kai (voz)     |                 |
| 2014 | Angry Video Game Nerd: The Movie          | Cooper Folly  |                 |
| 2017 | The Fix                                   | Nathaniel     |                 |

### Televisión
| Año       | Título                 | Papel               | Notas                  |
| --------- | ---------------------- | ------------------- | ---------------------- |
| 1996      | Sister, Sister         | Niño                | 1 episodio             |
| 1996-1998 | Chicago Hope           | Raymond Wilkes      | 6 episodios            |
| 1997      | Built to Last          | Ryce Watkins        | 8 episodios            |
| 1998      | The Wayans Bros.       | Dexter              | 1 episodio             |
| 1998      | Beverly Hills, 90210   | Ryan                | 1 episodio             |
| 2000      | MADtv                  | Cowboy              | 2 episodios            |
| 2001      | Max Steel              | Nuebert (voz)       | 1 episodio             |
| 2002      | Hey Arnold!            | Niño asustado (voz) | 1 episodio             |
| 2005      | The Proud Family Movie | Wally (voz)         | Película de televisión |
| 2001-2006 | The Bernie Mac Show    | Jordan Thomkins     | 104 episodios          |
| 2007-2008 | King of the Hill       | Jack (voz)          | 3 episodios            |